# 萊巴內
42°55′00″N 21°44′00″E / 42.91667°N 21.73333°E

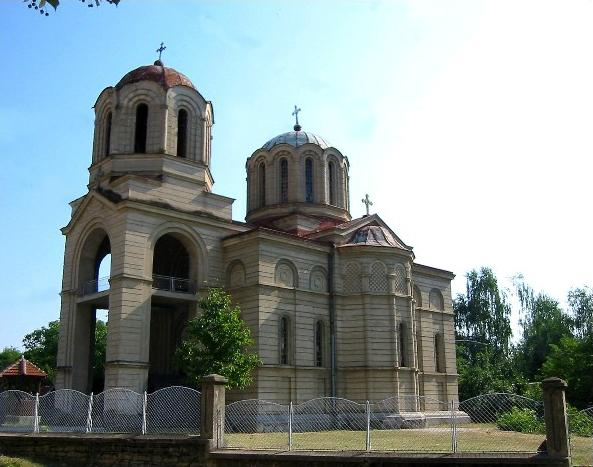

萊巴內是塞爾維亞的城鎮，由雅布蘭尼卡州負責管轄，位於該國南部，距離首都貝爾格萊德280公里，面積337平方公里，海拔高度275米，2011年人口10,062。

## 外部連結
- Official website （页面存档备份，存于）
- Website  Lebane